# Ansongo
Ansongo är en kretshuvudort i Mali.   Den ligger i kretsen Ansongo och regionen Gao, i den östra delen av landet, 1 000 km öster om huvudstaden Bamako. Ansongo ligger 260 meter över havet och antalet invånare är 3 000. Närmaste flygplats är Ansongo Airport.